# Waltenheim-sur-Zorn
Waltenheim-sur-Zorn (deutsch Waltenheim an der Zorn) ist eine französische Gemeinde mit 664 Einwohnern (Stand 1. Januar 2021) im Département Bas-Rhin in der Region Grand Est (bis 2015 Elsass). Sie gehört seit dem 1. Januar 1997 im Zusammenschluss mit weiteren 25 Orten zur Communauté de communes du Pays de la Zorn.

## Geografie

### Geografische Lage
Waltenheim-sur-Zorn liegt in der Oberrheinischen Tiefebene im Tal der Zorn. Der Ort liegt an der Kantonsgrenze zwischen Brumath und Hochfelden. Die ländliche Siedlung breitet sich auf unterschiedlichem Höhenniveau an der Flanke des 258 Meter hohen Gibsberges aus und liegt durch eine 120 Meter breite Hochwasserzone geschützt am Südufer der Zorn. Der Gibsberg oder auch Holzberg stellt einen nördlichen Ausläufer des Höhenzuges Kochersberg dar.

### Verkehrsanbindung
Der im 1,7 Kilometer entfernten Nachbarort Mommenheim gelegene Bahnhof an der Bahnstrecke Paris–Strasbourg gewährt Waltenheim-sur-Zorn einen Anschluss an das französische Eisenbahnnetz. Regionalbusse binden ihn an.
Die Departementsstraße D 332 führt durch den Ort.
Parallel zur Zorn führt der Canal de la Marne au Rhin (Rhein-Marne-Kanal) direkt an Waltenheim vorbei. Die heute größtenteils von Sportschiffern genutzte künstliche Wasserstraße kommt vom westlich gelegenen Saverne und ändert kurz nach Waltenheim-sur-Zorn ihren Verlauf markant in Richtung Südosten und Straßburg. Die Schleuse von Waltenheim erlaubt den Freizeitschiffern einen Zwischenhalt auf der – auch als Sauerkrauttour bekannten – Rundreise auf Mosel und Rhein.

## Bevölkerung

### Bevölkerungsentwicklung
| 1798 | 1962 | 1968 | 1975 | 1982 | 1990 | 1999 | 2007 | 2012 | 2017 |
| ---- | ---- | ---- | ---- | ---- | ---- | ---- | ---- | ---- | ---- |
| 452  | 544  | 522  | 518  | 551  | 601  | 642  | 720  | 669  | 664  |

### Bevölkerungszusammensetzung
1999 waren 59,1 Prozent der Waltenheimer verheiratet, 4,9 Prozent geschieden, 26,2 Prozent unverheiratet und 9,8 Prozent verwitwet. Von 309 Personen im Erwerbstätigenalter waren 4,5 Prozent arbeitslos und 95,1 Prozent berufstätig. Rund die Hälfte aller Waltenheimer sind Rentner.

## Geschichte

### Name und Wappen
Es gibt mehrere Erklärungen für den Ortsnamen. Zum einen könnte er auf eine Wohnstatt (heim) des Waldo zurückgehen, zum anderen könnte der Name waldreiche Wohnstatt bedeuten. Der Waldreichtum früherer Jahrhunderte muss groß gewesen sein, denn Waltenheim war bis ins 20. Jahrhundert für seinen Brennholzhandel bekannt.
Eine Urkunde von 1147 lässt hingegen ein Walctenheim, Walchenheim aufscheinen. Der Ortsname mutiert vereinzelt zu Waltikhofe. Verkürzt wird er zu Walten, Waltne und schließlich setzt sich die Bezeichnung Waldenheim und Waltenheim durch.

### Urgeschichte
Ausgrabungen auf dem Gibsberg förderten Fundstücke aus der Jungsteinzeit und der Bronzezeit zu Tage, die auf frühe Siedlungen in der Gemarkung hinweisen.

### Hochmittelalter
Die älteste erhaltene urkundliche Erwähnung des Ortes stammt von 889, als der ostfränkische König Arnulf von Kärnten der Reichsabtei Lorsch das fränkische Königsgut Bruochmagat in Elisatia übereignete. Es handelte sich hierbei um Brumath im Elsass, das einstige römische und karolingische Verwaltungs- und Herrschaftszentrum.
Bruochmagat war reich ausgestattet mit Kirchen und profanen Bauwerken, mit Hofreiten und allen Leibeigenen beiderlei Geschlechtes, mit Ländereien und Äckern, bepflanzten und brachliegenden Feldern, Wiesen, Weiden, Wäldern, Teichen und Bächen, Mühlen, Fischweihern, mit allen Weinbergen, Wegen, Pfaden, aus- und einführenden Straßen mit beweglicher und unbeweglicher, festgestellter oder noch festzustellender Habe und allem was mit Fug und Recht zu dem vorgenannten Hofe gehört. Dieser umfangreiche Landkomplex, zu dem auch Waltenheim gehörte, wurde im 12. Jahrhundert im Lorscher Codex verzeichnet.

### Spätmittelalter
1236 übertrug Kaiser Friedrich II. die gesamte Reichsabtei dem Erzstift Mainz. Die Erzbischöfe von Mainz vergaben das Dorf als Lehen zunächst an die Grafen von Werd und 1332 an die Herren von Lichtenberg, die es ihrem Amt Brumath zugeordnet. Um 1330 kam es zu einer ersten Landesteilung zwischen Johann II. von Lichtenberg, aus der älteren Linie des Hauses, und Ludwig III. von Lichtenberg. Dabei fiel Waltenheim in den Teil des Besitzes, der künftig von der älteren Linie verwaltet wurde. 1378 verkauften sie die Hälfte des Dorfes an Ulrich von Finstingen. Die verkaufte Hälfte wurde aber offensichtlich zu einem späteren Zeitpunkt zurück erworben, denn der Ort befindet sich später ganz im Besitz der Herren von Lichtenberg.
Die Lichtenberger ihrerseits nahmen Vasallen aus dem niederen Adel in ihren Dienst. Gleich zwei ritterschaftliche Familien nannten sich nach ihrem Wohnsitz an der Zorn von Waltenheim:
- 1255 werden ein Ritter Heinrich und sein Onkel Rudolf als die von Waltenheim, genannt von Mühlhausen, erwähnt. Sie dienten dem Bistum Straßburg und den Herren von Lichtenberg:
- 1316 wird ein anderer Vertreter des Geschlechts derer von Waltenheim als Lichtenberger Burgmann zu Brumath erwähnt. Dieser Familienzweig erhielt Lehen vom Bistum Straßburg, den Herren von Lichtenberg, später den Grafen von Hanau-Lichtenberg sowie denen von Ettendorf. Der Waltenheimer Stammsitz wurde 1365, von den Straßburgern im Verlauf einer kriegerischen Auseinandersetzung zerstört. Das Geschlecht derer von Waltenheim ist wohl zu Beginn des 16. Jahrhunderts erloschen. 1508 datiert die letzte erhaltene Nennung dieser Familie in einer Urkunde.

Anna von Lichtenberg (* 1442; † 1474), eine der beiden Erbtöchter Ludwig V., heiratete 1458 den Grafen Philipp I. den Älteren von Hanau-Babenhausen (* 1417; † 1480), der eine kleine Sekundogenitur aus dem Bestand der Grafschaft Hanau erhalten hatte, um sie heiraten zu können. Durch die Heirat entstand die Grafschaft Hanau-Lichtenberg. Nach dem Tod des letzten Lichtenbergers, Graf Jakob, eines Onkels von Anna, erhielt Philipp I. d. Ä. 1480 die Hälfte der Herrschaft Lichtenberg, die andere Hälfte gelangte an seinen Schwager, Simon IV. Wecker von Zweibrücken-Bitsch. Das Amt Brumath wurde dabei zunächst ein Kondominat zwischen Hanau-Lichtenberg und Zweibrücken-Bitsch. Unter der Regierung des Grafen Philipp III. von Hanau-Lichtenberg kam es dann zu einer Realteilung: Das Amt Brumath kam ganz zu Zweibrücken-Bitsch. Dagegen gelangte das Amt Willstätt, das ebenfalls aus dem Lichtenberger Erbe stammte und ein Kondominat zwischen beiden Häusern war, ganz zur Grafschaft Hanau-Lichtenberg.

### Frühe Neuzeit

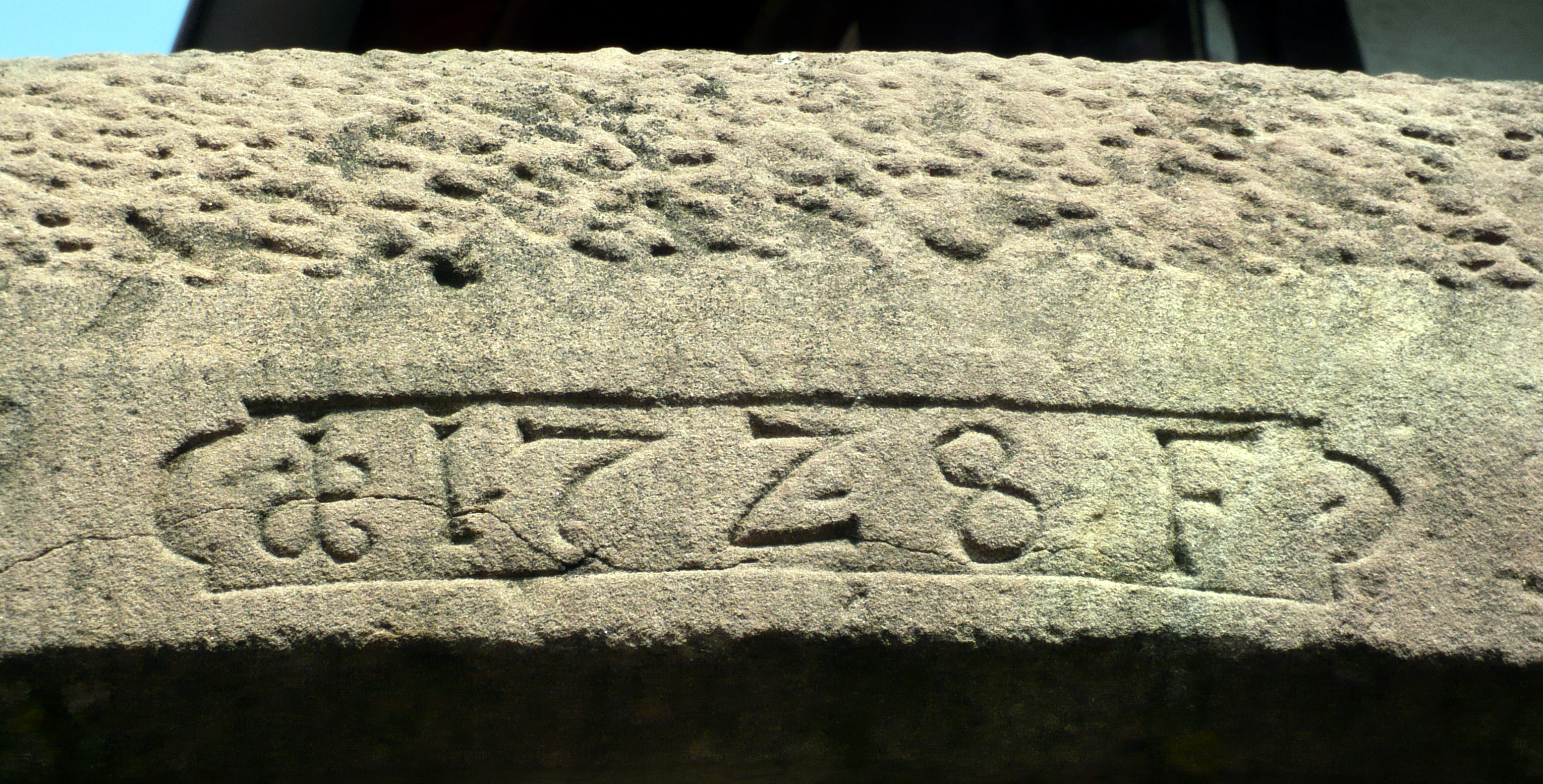
Torbogen aus dem 18. Jahrhundert

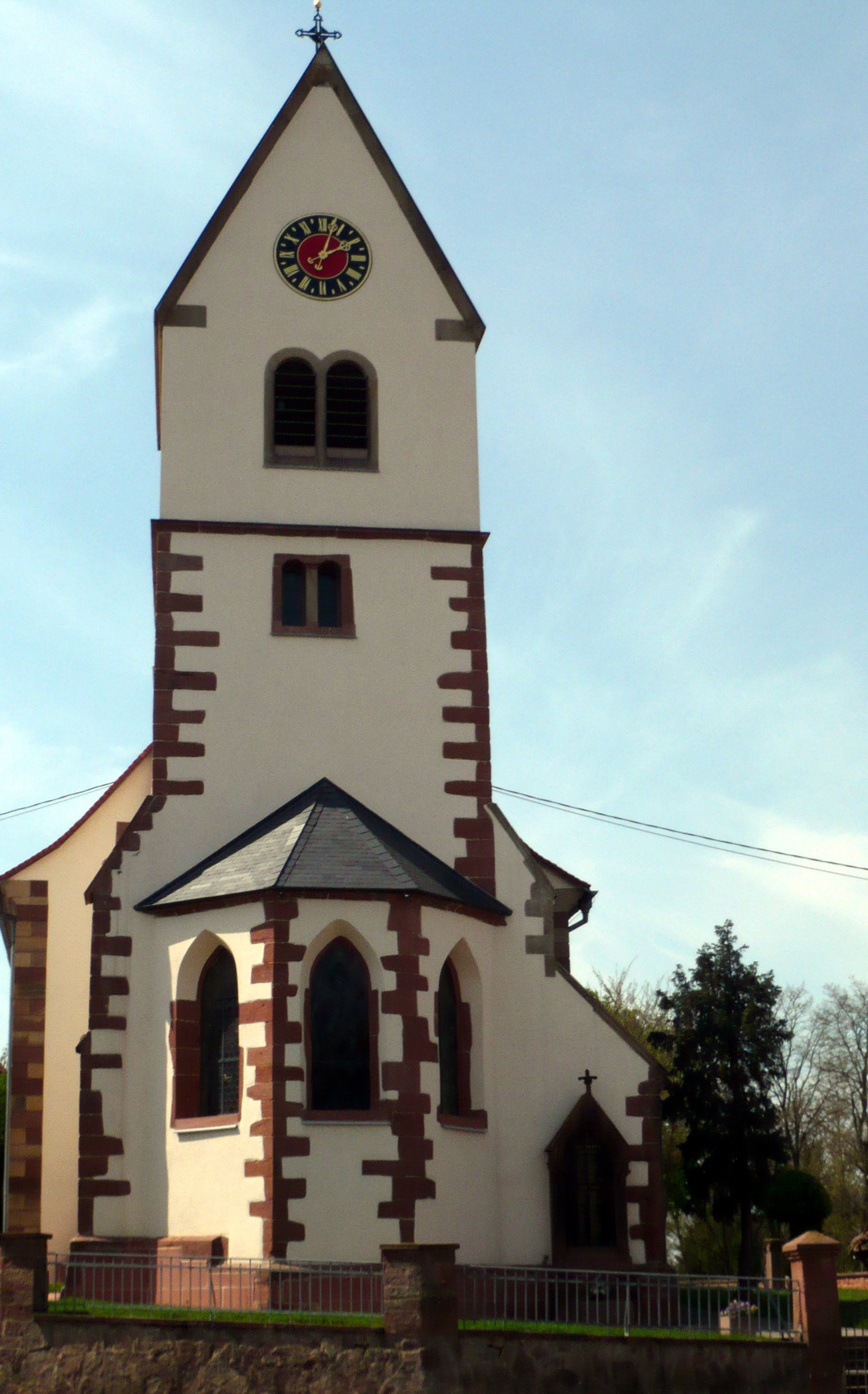
Die Stephanskirche von Waltenheim

Allerdings kam es 1570 zu einem weiteren Erbfall, der auch das Amt Brumath und damit das Dorf Waltenheim zur Grafschaft Hanau-Lichtenberg brachte: Graf Jakob von Zweibrücken-Bitsch (* 1510; † 1570) und sein schon 1540 verstorbener Bruder Simon V. Wecker hinterließen nur jeweils eine Tochter als Erbin. Die Tochter des Grafen Jakob, Margarethe (* 1540; † 1569), war mit Philipp V. von Hanau-Lichtenberg (* 1541; † 1599) verheiratet. Zu dem sich aus dieser Konstellation ergebenden Erbe zählte auch die zweite, nicht bereits durch Hanau-Lichtenberg regierte, Hälfte der ehemaligen Herrschaft Lichtenberg und darin auch das Amt Brumath mit Waltenheim. 1570 wurde durch den regierenden Grafen von Hanau-Lichtenberg auch in Waltenheim die Reformation durchgeführt und zwar in der lutherischen Variante, wobei schon 1557 protestantische Pastoren in Waltenheim gewirkt haben sollen.
Durch die Reunionspolitik Frankreichs fiel 1680 auch das Amt Brumath und das Dorf Waltenheim unter französische Oberhoheit. Das führte ab 1686 zur Bikonfessionalität des Ortes: Die Kirche wurde ein Simultaneum, das heißt, Protestanten und Katholiken teilten sich die einzige Kirche des Ortes.
Der Dreißigjährige Krieg wirkte im Dorf verheerend: Von 320 Einwohnern im Jahr 1590 sank die Einwohnerzahl bis zur nächsten Zählung 1653 auf weniger als hundert Personen. Die Region war entvölkert und verwüstet. Die Grafen von Hanau-Lichtenberg riefen Siedler aus jenen Gegenden Europas herbei, die vom Krieg verschont geblieben waren, aus der Schweiz, Savoyen, Vorarlberg und Tirol. Waltenheim-sur-Zorn begann sich mit der Ankunft von schweizerischen Einwanderern wiederzubeleben. Das brachliegende Land wurde erneut bestellt, das Dorf wiederaufgebaut. Handel und Handwerk erholten sich, und die Bevölkerung wuchs über mehrere Jahrzehnte stetig an. 1778 zählte das Dorf wieder 342 Einwohner, darunter waren 290 Protestanten, 37 Katholiken und 15 Juden.
1717/1718 konnte der Graf von Hanau durch einen Patentbrief des französischen Königs Ludwig XV. die Hoheitsrechte an der Stadt Brumath und der gleichnamigen Burg, die Jagdrechte des Stephansfelder Hospitals sowie die Hoheitsrechte an den Dörfern Krautweiler, Gries, Waltenheim und der Burg Arnsberg für 25.000 Livres von Kurmainz kaufen. Sie waren damit keine Lehen mehr, sondern Allod.
1736 starb mit Graf Johann Reinhard III. der letzte männliche Vertreter des Hauses Hanau. Aufgrund der Ehe seiner einzigen Tochter, Charlotte (* 1700; † 1726), mit dem Erbprinzen Ludwig (VIII.) (* 1691; † 1768) von Hessen-Darmstadt erbte dieser die Grafschaft Hanau-Lichtenberg. Im Zuge der Französischen Revolution fiel dann der linksrheinische Teil der Grafschaft Hanau-Lichtenberg – und damit auch Waltenheim – an Frankreich.

### Neuzeit
Große Veränderungen erlebten die Menschen im Tal der Zorn durch die Französische Revolution, die Napoleonische Zeit und letztendlich durch die Industrialisierung. 1850 wurden sowohl der Canal de la Marne au Rhin in direkter Nähe zu Waltenheim wie auch die Eisenbahnlinie durch Brumath gebaut. 1900 kam eine weitere Bahnlinie durch den Nachbarort Mommenheim hinzu. Der Bau neuer Gemeindestraßen und die Erschließung eines Industriegebietes direkt am Rhein-Marne-Kanal wirkten sich auf die Entwicklung der Waltenheimer Industrie positiv aus.
Zwischen 1870 und 1900 gab es in Waltenheim-sur-Zorn eine Synagoge.
Laut einer Ortsbeschreibung von 1903 – das Elsass gehörte seit 1871 zum deutschen Kaiserreich – gab es im Dorf Waltenheim drei Steinbrüche und einen Gipsbruch. Die natürlichen Vorkommen an Gipsgestein in Waltenheim – ebenso in Schwindratzheim – wurden unter Tage abgebaut und in der Fabrik von Philippe Ehrhardt zu feinem Mörtelgips weiterverarbeitet. Eine Ziegelei arbeitete am Ortsausgang in Richtung Wingersheim, zudem gab es noch eine Kalkfabrik. Gehandelt wurde ansonsten vor allem mit Getreide und Brennholz.
Die Bevölkerungszahl stagnierte auf einem hohen Niveau: Der Grund lag in einer vermehrten Abwanderung von Waltenheimern, die höher als die Geburtenrate war. Die Einwohnerzahl schwankte zu jener Zeit zwischen 604 und 729 Personen.
Die meisten Waltenheimer waren Arbeiter, die in 80 kleinen und mittleren Unternehmen beschäftigt waren. Einige kamen im traditionellen ländlichen Handwerk unter, besonders das Schmiede- und Wagnerhandwerk konnte sich im Ort halten. In Waltenheim lebten viele bäuerliche Tagelöhner. Eine große Zahl dieser verarmten Bauern fand in den Steinbrüchen, bei der Eisenbahn und am Kanal Arbeit.

### 20. Jahrhundert
In der ersten Hälfte des 20. Jahrhunderts setzte ein starker Bevölkerungsrückgang ein, vor allem durch die massive Landflucht bedingt.
In den beiden Weltkriegen starben 35 junge Waltenheimer; ein Gefallenen-Denkmal an der Außenapsis der Stephanskirche erinnert an sie. Zu erinnern sei hier auch an die deutsche Besetzung Frankreichs im Zweiten Weltkrieg, die das Verhältnis zwischen den beiden Nachbarstaaten erneut stark aus dem Gleichgewicht brachte.
Die Märchenfresken von Antoine Waechter haben über die Berichterstattung in den Medien überregionalen Ruf erlangt.
Bemerkenswert sind auch die großzügige Anlage des Dorfes und die nahezu intakten historischen Häuser, die behutsam restauriert wurden.
Ein Unikum ist der einzige Gastronomiebetrieb von Waltenheim, ein kombiniertes Café-Bar-Tabac-Restaurant.

## Kultur und Sehenswürdigkeiten

### Kirchen
Da im Mittelalter einige Abteien Güter in Waltenheim-sur-Zorn besaßen, sind außer der heute noch existierenden Hauptkirche Saint-Etienne zwei weitere historisch belegt: Sankt Sebastian (bis 1759) und die Kapelle Sankt Antonius (1487 erwähnt). Die Anfänge von St.-Etienne, der Stephanskirche von Waltenheim, liegen vermutlich im 12. Jahrhundert, gesichert ist Bausubstanz für das 14. Jahrhundert. Der Glockenturm mit seinen markanten Sandsteinquadern an den Turmkanten und dem dazu kontrastierenden weiß verputzten Gemäuer ist der älteste noch erhaltene Bauteil Kirche. Das einschiffige Langhaus wurde 1759 errichtet. Seit der „Reunion“ wird die Kirche – bis heute – als Simultankirche genutzt.
Das Fest des Kirchenheiligen wird am Stephanstag, dem 26. Dezember gefeiert. Das protestantische Pfarrhaus befindet sich in der Rue de l’Ecole. Zudem gibt es heute eine Methodistengemeinde in Waltenheim, während die Katholiken in den Nachbarort Mommenheim eingepfarrt sind.

### Das Erbe der Grafschaft Hanau-Lichtenberg

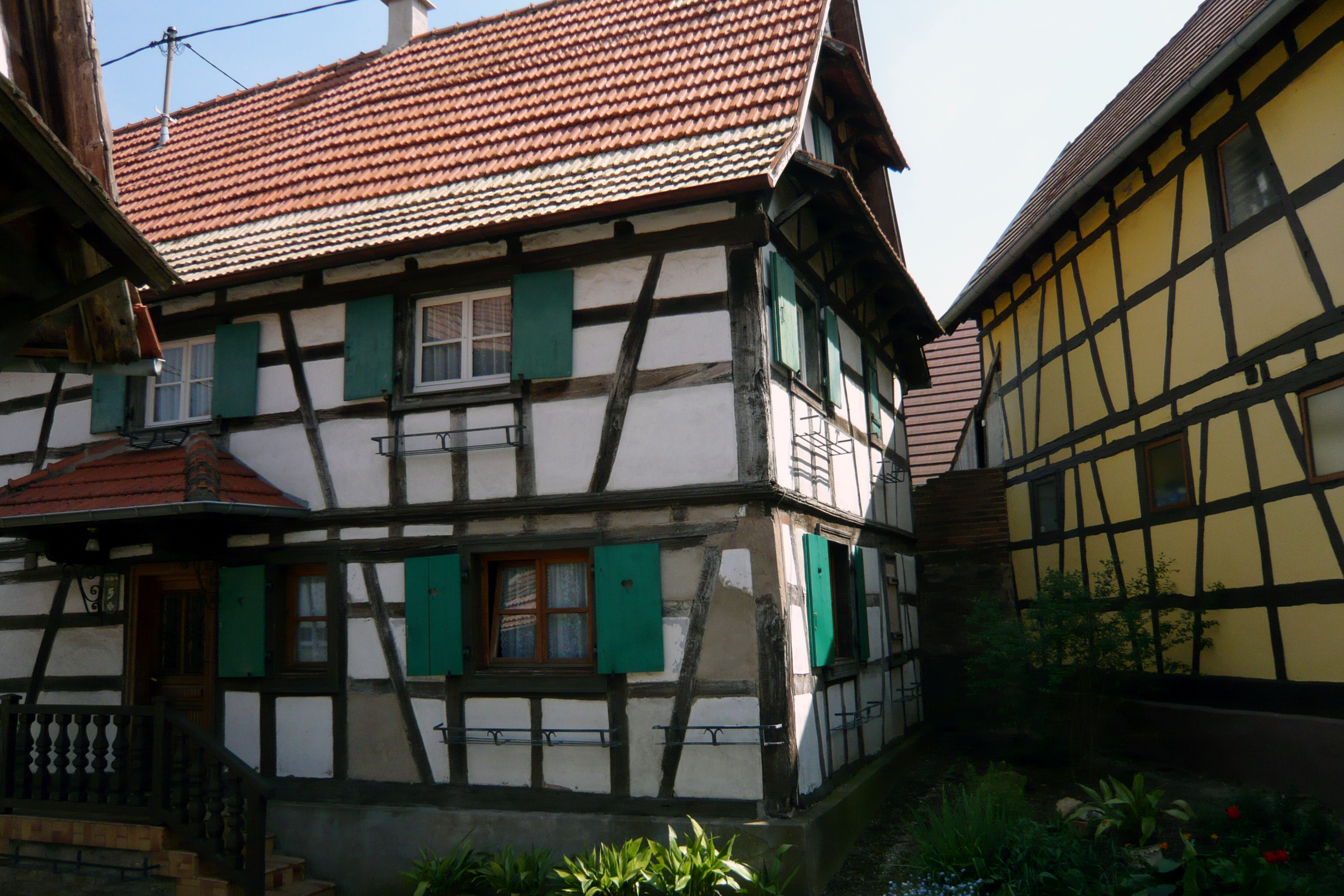
Waltenheimer Fachwerkhäuser

Viele der heute in Waltenheim zu bewundernden alten Fachwerkhäuser sind Ende des 17. und in der ersten Hälfte des 18. Jahrhunderts erbaut worden. Sie sind den rechtsrheinischen rund um die Gemeinde Willstätt zum Verwechseln ähnlich, weil das Amt Brumath links des Rheins und das Amt Willstätt beide zur Grafschaft Hanau-Lichtenberg gehörten, zum sogenannten Hanauer Land. Architektur, Bräuche, Sitten, Trachten und Sprache waren sich sehr ähnlich. Manch ein Waltenheimer heiratete über den Rhein hinweg in den rechtsrheinischen Teil des Landes. Dass sich in der Grafschaft die beiden Territorien Frankreich und Deutschland verzahnten, schuf im Ancien Régime keine größeren Probleme. Die Frage der Nationalität gewann erst im 19. Jahrhundert eine größere Bedeutung.

### Alter Friedhof

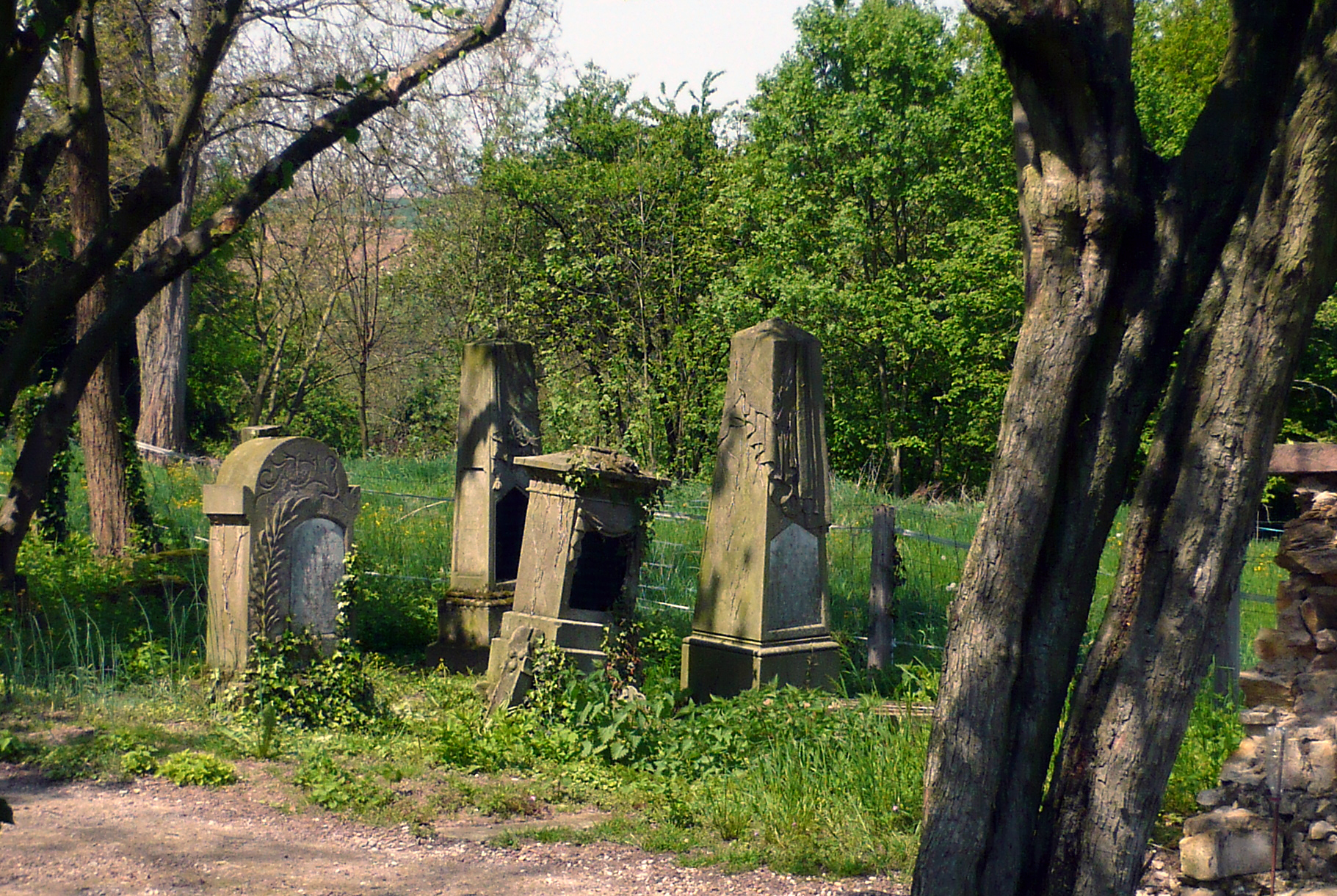
Der Alte Friedhof mit seinen für die Region typischen Grabstelen

Hinter der protestantischen Kirche schließt sich ein aufgelassenes Gräberfeld an mit einigen für die evangelischen Gemeinden des unteren Elsass so typischen Grabstelen aus Sandstein. Anders als die Grabsteine auf katholischen Friedhöfen hat man hier auf Kreuzaufsätze oder Kreuzessymbole verzichtet. Die Grabstelen erinnern vielmehr an kurze Baumstämme, klassische Säulen oder Pylone, teilweise weist das Steinmetzdekor Pflanzenornamente und Stoffnachbildungen auf.

## Persönlichkeiten
- Heinrich Daniel Schmid (* 1805 in Waltenheim-sur-Zorn; † 1873 in Wien), Maschinenbau-Ingenieur und Industrieller